# Ofensiva de les Ardenes
|  | Aquest article tracta sobre l'offensiva de la Segona Guerra Mundial. Si cerqueu l'offensiva de la Primera Guerra Mundial, vegeu «Batalla de les Ardenes (1914)». |

L'Ofensiva de les Ardenes, anomenada Unternehmen Wacht am Rhein («Operació vigilància del Rin») per la Wehrmacht i coneguda popularment en anglès com a Battle of the Bulge («Batalla del sortint»), fou la darrera ofensiva alemanya de la Segona Guerra Mundial al Front Oriental i va produir-se entre el 16 de desembre de 1944 i el 25 de gener de 1945. Wacht am Rheim va ser recolzada per diverses operacions subordinades com Bodenplatte, Greif i Währung. L'objectiu alemany era trencar la línia anglo-americana pel mig, capturar Anvers (Bèlgica) per evitar l'ús aliat del seu port i encerclar i destruir quatre exèrcits aliats. D'aquesta manera, es volia forçar els aliats occidentals a negociar un tractat de pau favorable a les Potències de l'Eix.
L'Ofensiva de les Ardenes va ser planejada en secret, gairebé en un silenci radiofònic total. Si bé el Tercer Exèrcit dels Estats Units preveia una gran ofensiva alemanya, l'atac aconseguí sorprendre tothom. A la sorpresa s'afegí la confiança aliada, la seva preocupació amb els seus propis plans ofensius, un pobre reconeixement aeri i la relativa manca de contacte de combat a la zona del Primer Exèrcit americà. D'aquesta manera una secció dèbil del front aliat va rebre l'ofensiva alemanya en un període de mala climatologia, que impedia la participació de les forces aèries aliades. Tot i això, la reacció americana va aconseguir aturar i contraatacar els alemanys i, a la fi de l'ofensiva, havien impedit que els alemanys aconseguissin cap dels seus objectius militars. En aquest sentit, fou una de les batalles més importants de la guerra ja que, a conseqüència, les forces nazis només van poder retirar-se durant la resta de la guerra.
Els alemanys van comprometre més de 410.000 homes, uns 1.400 tancs i vehicles de combat blindats, 2.600 peces d'artilleria i més de 1.000 avions de combat. Entre 63.000 i 104.000 d'aquests homes van ser morts, desapareguts, ferits o capturats. La batalla va esgotar significativament les forces blindades alemanyes, que ja no serien restablertes durant la resta de la guerra. El personal de la Luftwaffe i, més tard, els avions de la Luftwaffe (en les etapes finals del combat) també van patir grans pèrdues. Arran de la derrota, moltes unitats alemanyes experimentades es van quedar sense homes i equipament i els supervivents es van retirar a la Línia Sígfrid.
Les forces aliades van arribar a ser més de 700.000 homes, el màxim de tropes que s'enfrontaren en cap altre combat abans. D'aquests, 80.987 van ser baixa segons les fonts oficials nord-americanes, incloent-hi més de 19.000 víctimes mortals. Fou la batalla individual més gran i sagnant lliurada pels Estats Units d'Amèrica a la Segona Guerra Mundial i la tercera campanya més mortífera de la història dels Estats Units. La majoria de les víctimes americanes succeïren els 3 primers dies de la batalla, quan dos dels tres regiments la 106a Divisió d'Infanteria dels Estats Units van ser forçats a rendir-se.

## Antecedents
Després de la batalla de Normandia a la fi d'agost de 1944, juntament amb els desembarcaments al sud de França, els aliats avançaven cap a Alemanya més de pressa del que havien planejat. Aquest veloç avenç, juntament amb una manca inicial de ports d'aigües profundes, feia que els aliats patissin uns enormes problemes de subministraments. Les operacions d'abastiment emprat a zones del desembarcament de Normandia i l'embarcament directe de les LST a les platges superava les expectatives.
L'únic port d'aigües profundes prop de les platges de la invasió estava a Cherbourg. Encara que el port d'Anvers va ser capturat intacte durant els primers dies de setembre, no es va poder fer servir fins al 28 de novembre, quan es va expulsar els alemanys de l'Escalda, que dona accés directe al port. Aquest retard va ser causat per la prioritat donada a l'Operació Horta, que mobilitzà els recursos necessaris per expulsar les forces alemanyes de les ribes de l'Escalda.
Els alemanys retingueren el control de la majoria de ports principals del Canal de la Mànega fins al maig de 1945 i els ports que caigueren en mans aliades van ser sabotejats per impedir l'ús immediat per part dels Aliats. La destrucció causada al sistema ferroviari francès prèvia al Dia-D, realitzada per dificultar els moviments als alemanys, també va ser perjudicial per als aliats per la necessitat de reparar les vies i els ponts. Un sistema de camions conegut com el "Red Ball Express" va ser instituït per portar subministraments a les tropes del front; però, per cada litre de combustible que arribava al front de Bèlgica, se n'havien consumit 5 per portar-lo. A inicis d'octubre, el problema dels subministraments havia frenat la major part de les ofensives aliades.
Els Generals Omar Bradley, George Patton i Bernard Law Montgomery pressionaven perquè els seus exèrcits respectius tinguessin prioritat en el lliurament de subministraments, per tal de continuar avançant i pressionar als alemanys. El General Dwight D. Eisenhower, preferia una estratègia de front ample, amb prioritat per les forces nord de Montgomery, ja que a curt termini tenien l'objectiu d'obrir l'imprescindible port d'Anvers, i a llarg termini la captura de la Regió del Ruhr, el cor industrial d'Alemanya. Amb els aliats aturats per la manca de subministraments, Gerd von Rundstedt va poder reorganitzar els exèrcits alemanys en una defensa semi-coherent.

### L'Operació Horta
L'Operació Horta del Mariscal de Camp Montgomery, una ofensiva al setembre dissenyada per travessar el Rin i sobrepassar la Línia Sigfrid va ser un fracàs i deixà als aliats pitjor que abans. A l'octubre, el 1r Exèrcit Canadenc lluità a la batalla de l'Escalda, netejant la boca del Westerschelde per capturar Walcheren i obrir el port d'Anvers. A la fi del mes la situació millorà: els aliats aconseguiren el gran port de Marsella, al sud.
Malgrat una pausa al front després de les batalles de l'Escalda, la situació dels alemanys seguia sent horrible. Mentre les operacions prosseguien a la tardor, principalment a la campanya de Lorena, la batalla d'Aachen i al bosc de Hürtgen, la situació estratègica havia canviat poc a l'oest. A l'est, l'Operació Bagration destruí la major part del Grup d'Exèrcits Centre a l'estiu; el progrés soviètic era tan ràpid que l'ofensiva només acabava quan les forces de l'Exèrcit Roig arribaven al final de les seves línies de subministrament. Al novembre, era evident que les forces soviètiques es preparaven per a una ofensiva d'hivern.
Mentrestant, l'ofensiva aèria aliada d'inicis de 1944 realment havia deixat a terra a la Luftwaffe, impedint-li que pogués efectuar reconeixements sobre les línies aliades i sense forma d'interferir a les línies de subministrament aliades. En canvi, qualsevol moviment de dia dels alemanys era observat de seguida, i els atacs a les línies de subministrament, juntament amb el bombardeig dels camps petrolífers de Romania havien deixat a Alemanya sense petroli ni gasolina.
L'avantatge pels alemanys al novembre de 1944 era que ja no havien de defensar tota l'Europa occidental. Les línies del front de l'oest eren considerablement curtes i properes a la frontera alemanya, la qual cosa reduïa els problemes de subministrament. A més, això feia que es poguessin comunicar mitjançant el telèfon i el telègraf en lloc de la radio, la qual cosa privava als Aliats d'una de les seves armes més poderoses, les intercepcions d'ULTRA.

### Esbossant l'ofensiva
Adolf Hitler sentí que els seus exèrcits podrien ser capaços de defensar Alemanya amb èxit a llarg termini, només si podien neutralitzar el Front Occidental a curt termini. A més, Hitler creia que podria dividir els Aliats i fer la pau per separat amb els americans i els britànics, independentment de la Unió Soviètica. L'èxit a l'oest donaria temps als alemanys per dissenyar i produir armes més avançades (com els nous avions de reacció, nous dissenys de submarins i tancs super-pesants) i permetre la concentració de forces a l'est. Aquesta idea normalment és vista com a irreal, donada la superioritat aèria aliada per tot Europa i l'habilitat per intervenir de manera significativa en qualsevol ofensiva alemanya.
Diversos oficials superiors alemanys expressaren la seva consternació pel fet que el temps favorable permetria a l'aviació aliada aturar de manera efectiva qualsevol acció ofensiva. Hitler ignorà o desdenyà aquests consells, car l'ofensiva estava planejada per la fi de la tardor, quan l'Europa nord-oest està sovint coberta d'una espessa boira i núvols baixos, per neutralitzar les forces aèries aliades.

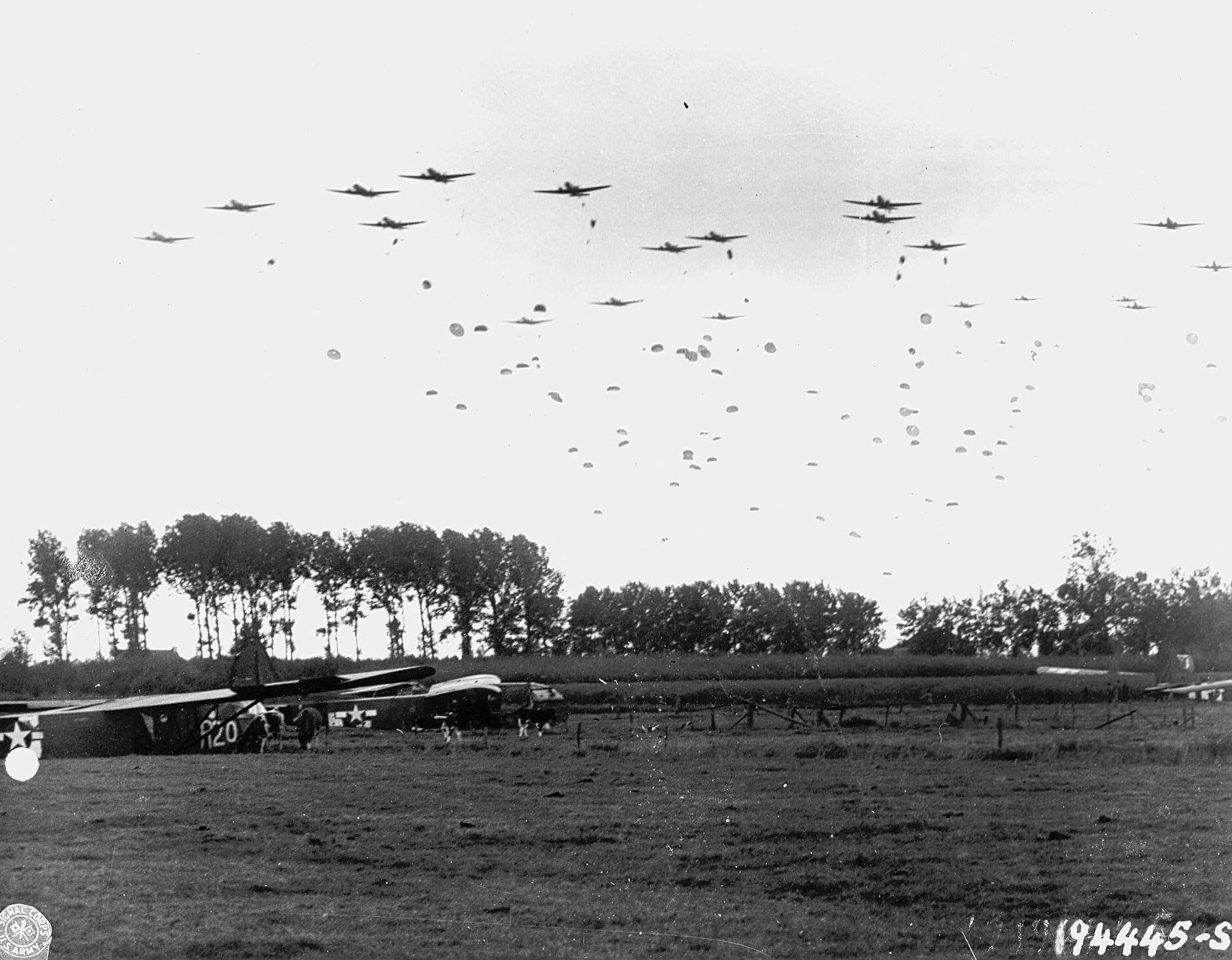
La 82ª Divisió Paracaigudista llençant-se sobre Grave, durant l'Operació Horta.

Quan l'ofensiva aliada als Països Baixos (Operació Horta) fracassà al setembre de 1944, mentre que a l'est es desenvolupava l'Operació Bagration, la iniciativa estratègica va pertànyer als alemanys. Donada la manca d'homes en aquell moment, es creia que la millor manera per prendre l'avantatge de la iniciativa seria atacar a l'oest, contra unes forces aliades més reduïdes que les soviètiques. Fins i tot l'irreal encerclament i destrucció d'exèrcits sencers soviètics encara deixaria als soviètics amb una gran superioritat numèrica. També s'havia de tenir en compte que, a l'est, els alemanys encara controlaven la majoria de les línies defensives "naturals".
A l'oest, els problemes de subministrament començaven a impedir de manera significativa les operacions Aliades, fins i tot l'obertura del port d'Anvers al novembre de 1944 amb prou feines millorà la situació. Els exèrcits aliats estaven sobreextesos (les seves posicions s'estenien entre el sud de França i els Països Baixos). El pla alemany partia de la premissa de què un cop d'èxit contra la línia aturaria tot avanç aliat al Front Occidental.
Es presentaren diversos plans per grans ofensives a l'oest, però l'Alt Comandament Alemany ràpidament es concentrà en dos. Un primer pla preveia una maniobra d'encerclament per atacar per les dues puntes dels exèrcits americans als voltants d'Aquisgrà, esperant encerclar els exèrcits 9è i 3r i tornar el control a la Wehrmacht d'un terreny fantàstic per a la defensa, on ja havien lluitat amb els americans anteriorment. Un segon pla preveia una maniobra de "Blitzkrieg", atacant mitjançant la Blitzkrieg clàssica per la línia feblement defensada del Bosc de les Ardenes, repetint la triomfant ofensiva alemanya de la batalla de França el 1940, que trencava els nexes entre les posicions americanes i britàniques i capturava Anvers. Aquest pla rebé el nom de Wacht am Rhein ("Guàrdia al Rin"), nom que provenia d'una popular cançó patriòtica. Aquest nom també implicava que els alemanys adoptarien una posició defensiva al Front Occidental.
Hitler escollí el segon pla, creient que tenint èxit en l'encerclament tindria poc impacte en la situació i trobant que empitjoraria les relacions anglo-americanes. El conflicte entre Montgomery i Patton eren ben conegudes de tothom i Hitler creia que podria aprofitar-ho. Si l'atac tenia èxit, la captura del port d'Anvers deixaria a 4 exèrcits atrapats i sense subministraments darrere de les línies alemanyes.
Ambdós plans se centraven a atacar contra les línies americanes: Hitler creia que els americans no serien capaços de lluitar amb efectivitat, i que l'opinió pública americana es posaria en contra d'una pèrdua decisiva americana.
Enfeinats en portar a terme l'operació estaven els Mariscals Walther Model, el comandant del Grup d'Exèrcits B i Gerd von Rundstedt, el comandant suprem de les tropes alemanyes a l'oest. Tant Model com von Rundstedt creien que aspirar a conquerir Anvers era massa ambiciós, donats els escassos recursos de què disposava Alemanya encara a la fi de l'any 1944. Al mateix temps, creien que simplement mantenint una posició defensiva (com s'estava fent des de Normandia) només retardaria la derrota, no l'evitaria. Per tant, van desenvolupar una opció alternativa, un pla menys ambiciós que no creuava el riu Mosa, que Model anomenà Operació "Herbstnebel", i von Rundstedt Cas "Martin". Els dos mariscals van combinar els seus plans per presentar una petita solució a Hitler, que la rebutjà enfront de la seva gran solució.

### Plans

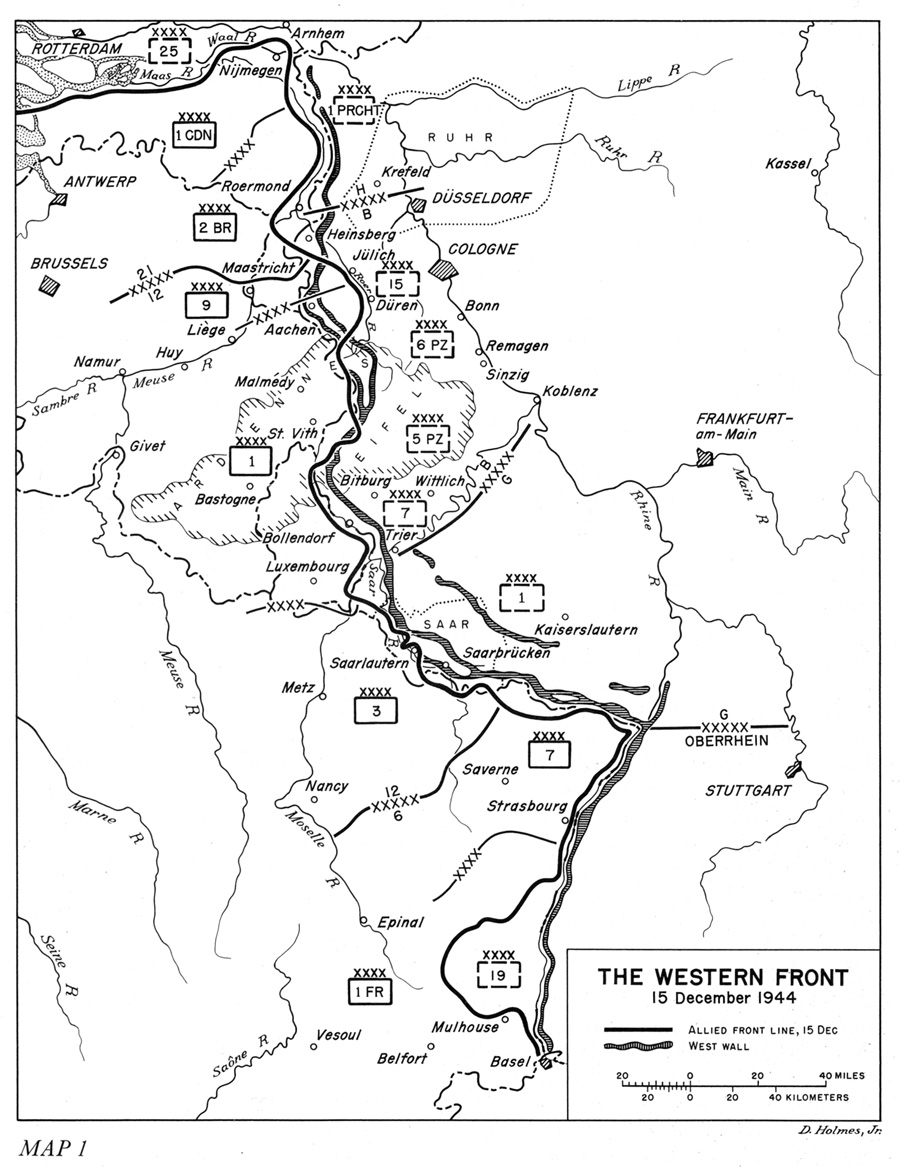
Situació del Front Occidental el 15 de desembre de 1944

L'Alt Comandament Alemany decidí a mitjans de setembre, per la insistència de Hitler, que l'ofensiva que es desenvoluparia a les Ardenes es realitzaria igual que la batalla de França el 1940. Mentre que les forces alemanyes en aquella havien travessat les Ardenes abans d'enfrontar-se a l'enemic, el pla de 1944 preveia que l'enfrontament tingués lloc al bosc. Les forces principals havien d'avançar cap a l'oest fins a trobar el riu Mosa, i llavors girar-se cap al nord-oest cap a Anvers i Brussel·les. El terreny de les Ardenes faria que els moviments fossin difícils, mentre que a camp obert davant del Mosa s'obria un terreny propici per un avanç d'èxit cap a la costa.
Es van seleccionar 4 exèrcits per a l'operació:
- El 6è Exèrcit Panzer SS, sota Sepp Dietrich. Recent creat, tot just el 26 d'octubre de 1944, i incorporava les formacions més veteranes de les Waffen-SS, la 1a Divisió Leibstandarte SS Adolf Hitler i la 12a Divisió Panzer SS Hitlerjugend. El 6è Exèrcit Panzer SS havia d'encarregar-se de la part nord de l'atac, amb la captura d'Anvers com a objectiu primari.
- El 5è Exèrcit Panzer, sota Hasso von Manteuffel, que ocupava la part central amb l'objectiu de capturar Brussel·les.
- El 17è Exèrcit, sota Erich Brandenberger, que tenia assignat el sud, amb la tasca de protegir el flanc. Aquest exèrcit es constituí només amb 4 divisions d'infanteria, sense grans formacions blindades. Per tal motiu, va fer pocs progressos durant la batalla.
- També hi participà en un paper secundari el 15è Exèrcit, sota Gustav-Adolf von Zangen. Recentment reconstruït després d'una dura lluita a l'Operació Horta va ser situat al nord de les Ardenes amb la tasca de mantenir les forces americanes a la regió ocupades, amb la possibilitat d'atacar si es donaven possibilitats favorables.

Perquè l'ofensiva tingués èxit, s'havien d'acomplir 4 criteris:
- L'atac havia de ser una sorpresa absoluta;
- Les condicions atmosfèriques havien de ser dolentes per neutralitzar la superioritat aèria aliada i els danys que poguessin causar sobre l'ofensiva aliada i les seves línies de subministrament;
- S'havia de progressar ràpidament. Model havia dit que s'havia d'assolir el riu Mosa al 4t dia, si l'ofensiva havia de tenir alguna possibilitat de tenir èxit; i
- S'havien de capturar els dipòsits de combustible aliats intactes pel camí, car la Wehrmacht anava curta de combustible. L'Estat Major estimava que només disposaven d'un terç del combustible necessari per cobrir entre un terç i la meitat del camí fins a Anvers en dures condicions de combat.

El pla original requeria unes 45 divisions, incloent una dotzena de divisions Panzers i Panzergrenadier que formarien la punta de llança blindada i diverses unitats d'infanteria formarien una línia defensiva mentre que la batalla es desenvolupava. L'exèrcit alemany patia d'una greu manca d'efectius en aquells moments, per la qual cosa la força atacant quedà reduïda a 30 divisions. Si bé es mantingueren la major part de les blindades, no hi havia prou unitats d'infanteria per les necessitats defensives de l'est. Aquestes 13 noves divisions van utilitzar part de les darreres reserves de la Wehrmacht. Entre elles hi havia les unitats de Volksgrenadier, formades d'una barreja de veterans i reclutes considerats o bé massa joves o bé massa vells per a lluitar. El temps d'entrenament, l'equipament i els subministraments eren inadequats durant els preparatius. El subministrament de combustible era precari i les divisions panzer i mecanitzades dependrien enormement del combustible capturat. Per tot plegat, l'inici de l'ofensiva es retardà del 27 de novembre al 16 de desembre.
Abans de l'ofensiva, els aliats estaven virtualment cecs respecte als moviments de tropes alemanyes. Durant la reconquesta de França, els informes extensos de la Resistència francesa havien proveït d'una gran informació valuosa per a la intel·ligència sobre els dispositius alemanys; però un cop van arribar a la frontera alemanya, aquesta font s'esgotà. A França, els alemanys transmetien les ordres a través de missatges encriptats per la Màquina Enigma, que podien ser interceptats i desxifrats per la Intel·ligència aliada (la font ULTRA). En canvi, a Alemanya, usualment les ordres es transmetien mitjançant el telèfon i el teletip i s'imposà un silenci radiofònic sobre qualsevol assumpte relatiu a la imminent ofensiva. A més, des del Complot del 20 de juliol la seguretat augmentà molt. A més, una tardor de boires també va impedir als aliats tenir uns bons plans de reconeixement sobre la situació terrestre.
A més, l'Alt Comandament Aliat considerava les Ardenes un sector tranquil, refiant-se dels informes dels seus serveis d'intel·ligència que afirmaven que els alemanys eren incapaços de llançar una gran operació ofensiva a aquelles alçades de la guerra, i que els preparatius que es portaven a terme eren per a desenvolupar operacions defensives, no pas ofensives. De fet, donats els esforços alemanys, els aliats creien que formaven un nou exèrcit defensiu als voltants de Düsseldorf al nord del Rin, probablement per defensar-se d'un atac britànic. Això va ser per l'increment de bateries antiaèries a la zona i la multiplicació artificial de les transmissions de ràdio. Pels Aliats la informació ja no tenia gaire importància, i això comportà que l'atac els sorprengués totalment. Però malgrat tot, el cap d'intel·ligència del Tercer Exèrcit americà, el Coronel Oscar Koch, va preveure correctament la capacitat ofensiva alemanya.
Donat que els Aliats consideraven que les Ardenes eren un sector tranquil, hi enviaven les noves unitats per a entrenar-les i també les que havien experimentat combats intensos per a descansar. Per aquest motiu, en el moment de l'atac alemany, les unitats aliades desplegades a la zona eren una barreja de tropes inexpertes (com les novelles 99a i 106a Divisions) i tropes que venien de durs combats i anaven a la regió a recuperar-se (com la 2a Divisió d'Infanteria).
Els alemanys planejaren dues grans operacions especials per a l'ofensiva. A l'octubre es decidí que l'Obersturmbannführer Otto Skorzeny, el comando de les Waffen-SS que havia rescatat el dictador italià Benito Mussolini, encapçalés un grup de soldats alemanys que parlessin anglès a l'Operació Greif. Aquests soldats havien de dur uniformes britànics i americans i portar plaques d'identificació preses de cadàvers i presoners Aliats. La seva tasca era anar darrere de les línies americanes i canviar els senyals de carretera, dirigir malament el trànsit per causar confusió i controlar els ponts sobre el Mosa entre Lieja i Namur. A final de novembre s'afegí una altra operació especial també molt ambiciosa: el coronel Friedrich August von der Heydte havia de dirigir un atac de paracaigudistes (Fallschirmjäger) a l'Operació Stösser, un llançament nocturn de paracaigudistes darrere de les línies alemanyes dirigit a capturar un nus de carreteres prop de Malmedy.
La intel·ligència alemanya havia disposat que el 20 de desembre començaria l'ofensiva soviètica dirigida a esclafar les restes de la resistència alemanya al Front Oriental i que obriria el camí cap a Berlín. S'esperava que Stalin retardaria l'inici de l'ofensiva un cop hagués començat l'Ofensiva de les Ardenes i esperés el resultat abans de continuar.
A l'etapa final dels preparatius, Hitler i el seu estat major van abandonar el quarter general del Cau del Llop a la Prússia Oriental, des d'on havien coordinat gran part de la lluita al Front Oriental. Després d'una breu visita a Berlín l'11 de desembre, anaren cap al Niu de les Àligues, el quarter general de Hitler prop de Bad Nauheim, al sud d'Alemanya, el lloc des d'on havia presenciat la triomfant campanya de 1940 contra França i els Països Baixos.

## Assalt inicial alemany

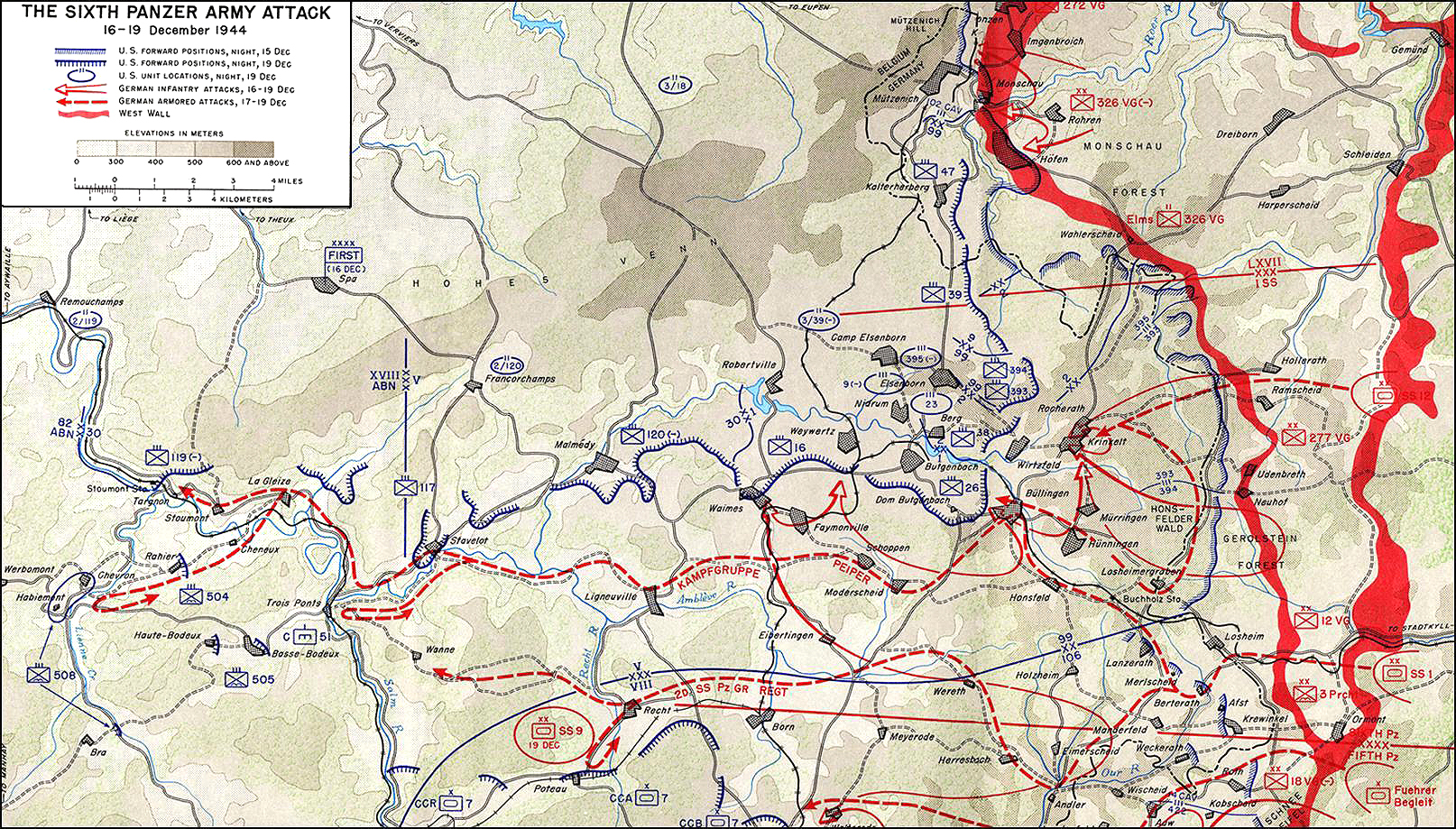
Ruta nord d'atac del 6è Exèrcit Panzer SS de Sepp Dietrich

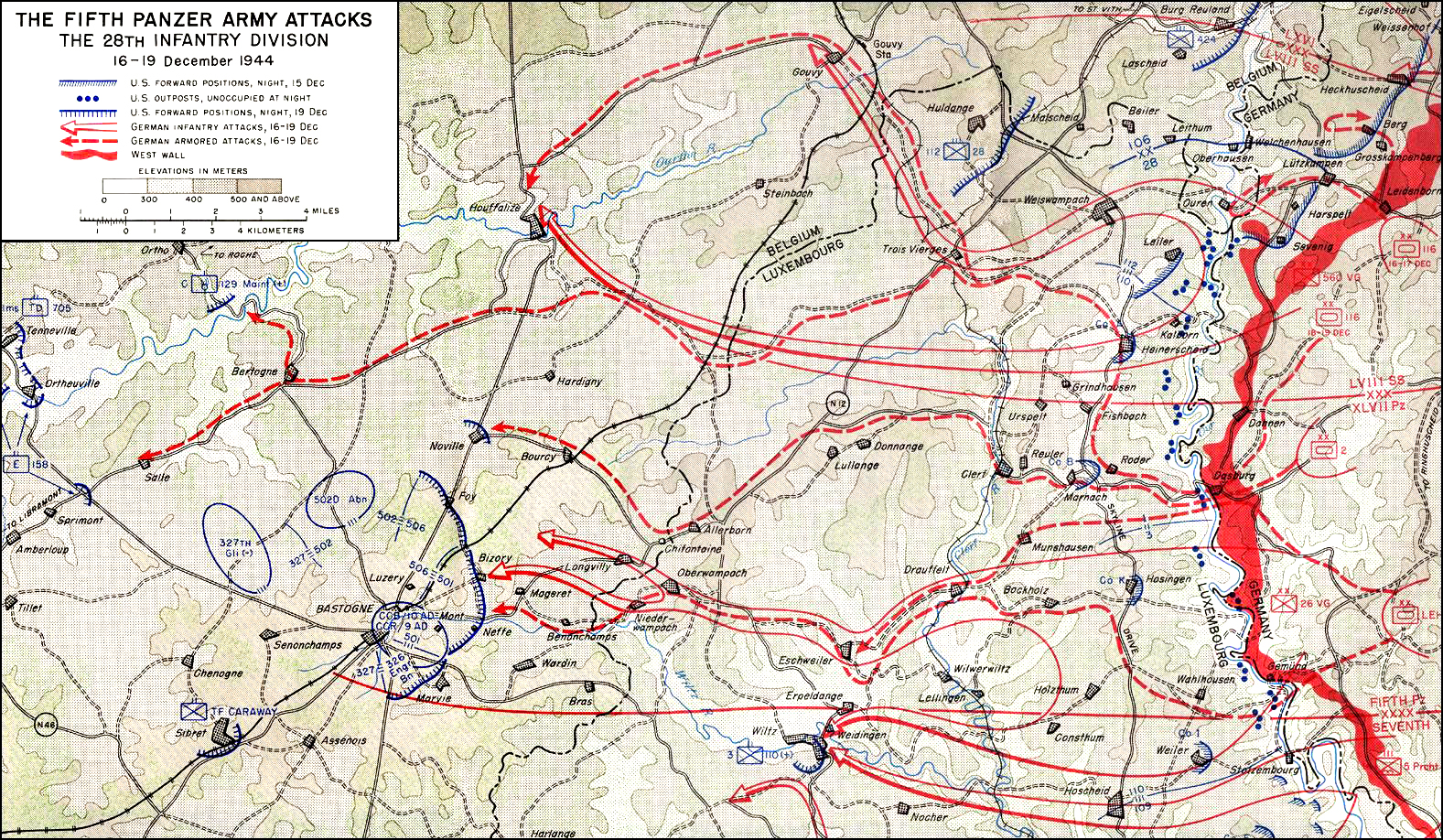
Ruta centre d'atac del 5è Exèrcit Panzer de Hasso von Manteuffel

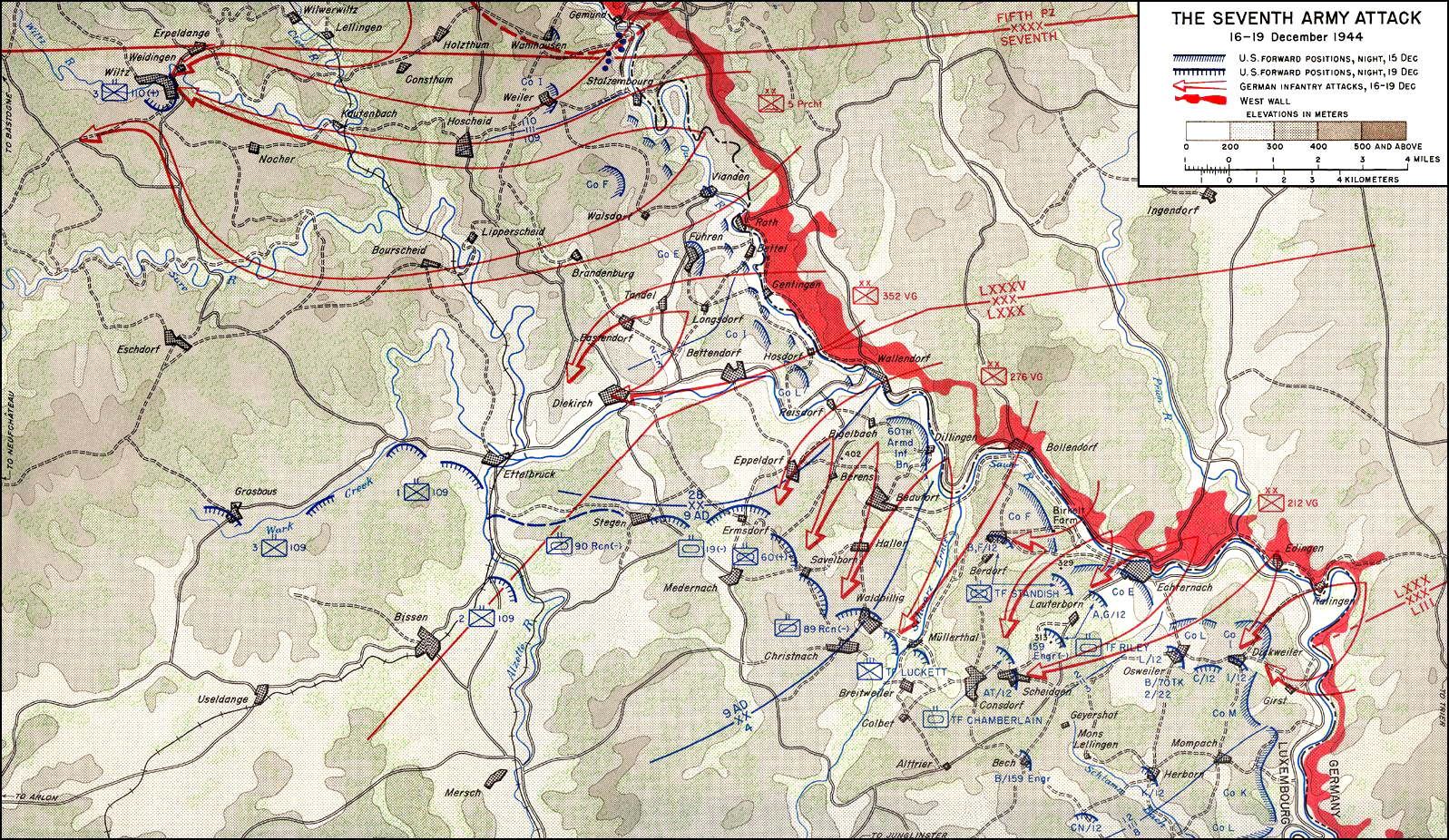
Ruta sud d'atac de la 7è Exèrcit de Erich Brandenberger

L'assalt alemany s'inicià el 16 de desembre de 1944 a les 05:30, amb una gran atac d'artilleria sobre les tropes aliades davant de la zona del 6è Exèrcit Panzer SS. A les 8:00, tots 3 exèrcits van atacar per les Ardenes. Al sector nord, el 6è Exèrcit Panzer SS assaltà la bretxa de Losheim i el Pas d'Elsenborn en un esforç per trencar les línies americanes i avançar cap a Lieja. Al centre, el 5è Exèrcit Panzer avançà cap a Bastogne i St. Vith, dos nusos de carreteres de vital importància; i al sud, el 7è Exèrcit avançà cap a Luxemburg per assegurar el flanc dels atacs aliats.
Els atacs de les unitats d'infanteria del 6è Exèrcit Panzer SS no anaren prou bé donada la inesperada resistència ferotge de la 2a i la 99a Divisions d'Infanteria americanes al Pas d'Eslsenborn, aturant el seu avanç, la qual cosa va fer que Dietrich decidís fer servir les seves forces blindades abans del previst. Tanmateix, el 16 de desembre començà a nevar, fent que els avions aliats s'haguessin de quedar a terra (tal com desitjaven els alemanys), però el mal temps també causà problemes als alemanys, car el seu avanç es veié dificultat. A més, el pobre control del trànsit provocà uns grans embussos a les carreteres i que les unitats d'avantguarda patissin escassetat de combustible.
Als alemanys els va anar millor al centre (aconseguiren avançar 30 km al sector Schnee Eifel), i el 5è Exèrcit Panzer atacà posicions defensades per les divisions americanes d'infanteria 28a i 106a. Els alemanys no tenien les mateixes forces que al nord, però van tenir èxit en envoltar 2 regiments (442è i 443è) de la 106a Divisió en un moviment de pinça que els obligà a rendir-se. El diari oficial de l'Exèrcit dels Estats Units descriu que: "Almenys es perderen 7.000 homes, tot i que potser en van ser 8 o 9.000. Les pèrdues en armament i equip van ser substancioses. La Batalla de Schnee Eifel representa el revers més seriós patit pels americans durant les operacions de 1944-45 al teatre europeu."
Al sud del front de Manteuffel la principal esperança eren totes les divisions que atacaven creuant el riu Our, per incrementar la pressió sobre els nusos de carreteres sobre St. Vith i Bastogne. Les columnes panzer van capturar els pobles dels voltants. La lluita per capturar aquests pobles i la confusió en els transports van alentir encara més l'atac, permetent a la 101 Aerotrasportada (reforçada amb elements de les 9a i 10a Divisions Blindades) arribar a Bastogne a trenc d'alba del 19 de desembre. La ferotge defensa de Bastogne, en la que els paracaigudistes es distingiren en particular, va fer que fos impossible pels alemanys conquerir la ciutat i el seu important nucli de comunicacions. Les columnes panzer passaven de llarg, completant el setge sobre Bastogne el 20 de desembre, però fracassant a assegurar el vital nus de carreteres.
A l'extrem sud, les 3 divisions d'infanteria de Bradenberger van ser provades després d'avançar 6,5 km per les divisions el 8è Cos Americà; que resistí fermament. Només la 5a Divisió Fallschirmjäger va ser capaç d'avançar uns 19 km.

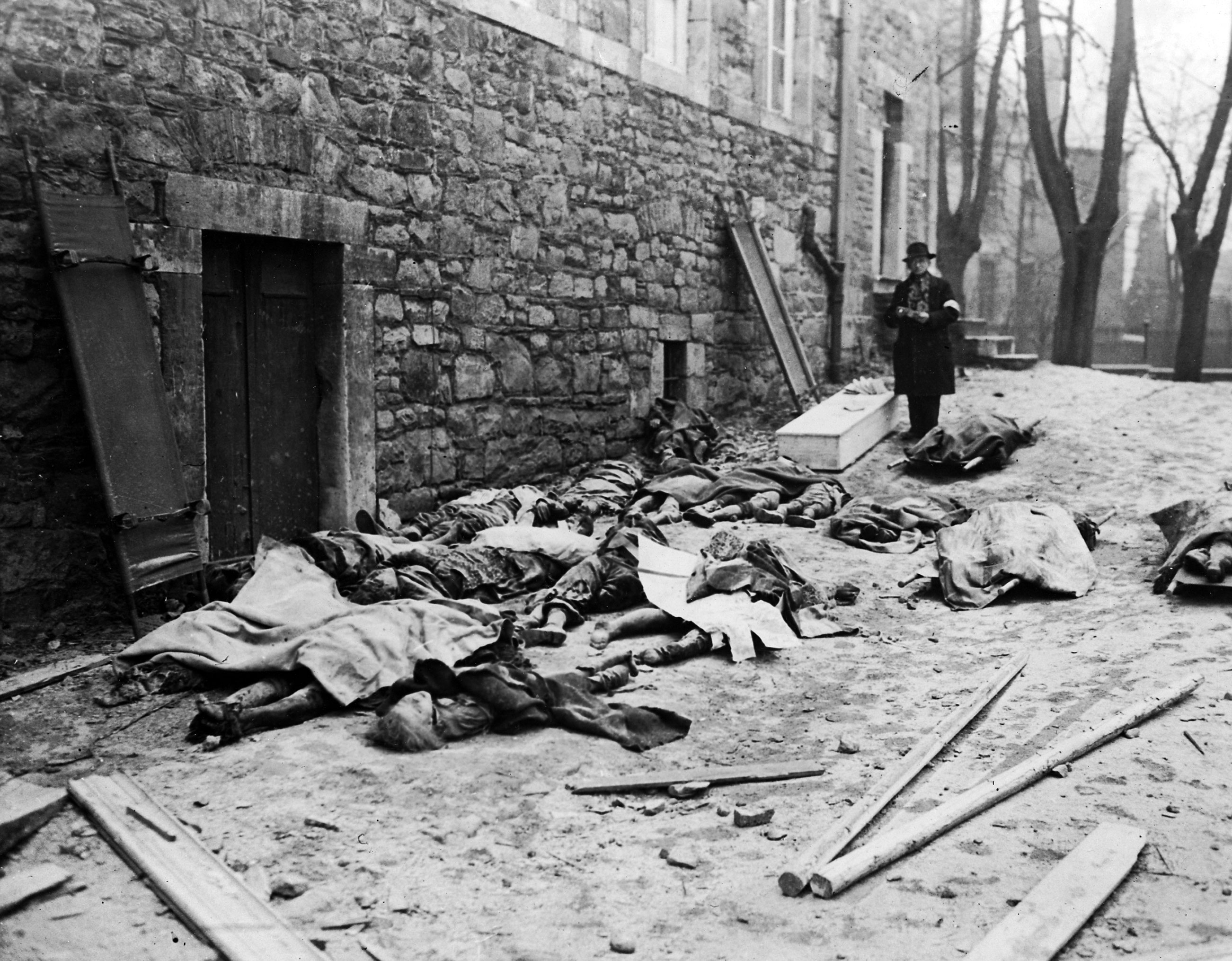
Civils belgues morts pels alemanys durant l'ofensiva

Eisenhower i els seus principals comandants s'adonaren el 17 de desembre que la lluita a les Ardenes era una gran ofensiva i no un contraatac local, i ordenaren que es reforcés tota la regió. En una setmana s'hi enviaren uns 250.000 soldats. A més, la 82a Divisió Aerotransportada va ser llançada a la batalla al nord de la protuberància, prop del Pas de Elsenborn.

### Operació Stösser
Originalment planejada perquè es portés a terme a les primeres hores del 16 de desembre, l'Operació Stösser va retardar-se un dia pel mal temps i l'escassetat de combustible. La nova hora de llançament va quedar establerta per les 03:00 del 17 de desembre; la zona de llançament era a 11 km al nord de Malmedy i l'objectiu era el nus de carreteres de Baraque Michel. Von der Heydte i els seus homes havien de capturar-lo i conservar-lo durant aproximadament 24 hores fins a ser rellevats per la 12a Divisió Panzer SS Hitlerjugend.
Just després de mitjanit del 17 de desembre, 112 avions de transport Ju 52 amb prop de 1.300 Fallschirmjäger a bord s'enlairaren enmig d'una forta tempesta de neu, amb forts vents i molts núvols baixos. Com a resultat, bastants avions prengueren un curs equivocat, llençant els homes a 12 km de la zona de llançament, només una petita fracció de la divisió arribà a lloc. Els forts vents també dificultaren el descens d'aquells paracaigudistes que havien arribat a la zona correcta.
Amb tot, uns 300 aconseguiren reunir-se, però la seva força era massa petita per causar danys seriosos als aliats. El Coronel von der Heydte abandonà els plans de capturar els nusos de carretera, i ordenà als seus homes que atossiguessin a les tropes aliades amb accions de guerrilla. Donada l'extensa dispersió del salt, amb Fallschirmjäger per tot el bosc, els aliats cregueren que s'havia produït un salt de més d'una divisió, causant una gran confusió i fent que els homes s'afanyessin a assegurar la seva rereguarda en lloc d'enviar els homes al front per encarar la veritable amenaça alemanya.

### Operació Greif
Otto Skorzeny aconseguí infiltrar un petit grup del seu batalló de soldats angloparlants darrere de les línies enemigues. Si bé fracassà en la captura dels vitals ponts sobre el Mosa, la presència del batalló portà a la confusió molt més enllà de tota proporció a les seves activitats militars, i els rumors s'estengueren ràpidament. Fins i tot el general Patton es mostrà alarmat, i el 17 de desembre descrigué la situació al general Eisenhower com que "els Krauts… parlant anglès perfectament... creen un infern, tallen filferros, giren els senyals de carretera, espanten divisions senceres i creen una protuberància dins de les nostres defenses."
Per tota la rereguarda aliada es van establir punts de control, alentint enormement el moviment de tropes i equipament. La Policia Militar interrogava exhaustivament als homes de servei sobre coses que se suposava que tot americà corrent coneixeria, tals com el nom de la xicota de Mickey Mouse, resultats de beisbol o la capital d'Illinois. Aquesta darrera pregunta portà a la breu detenció del General Bradley: doncs mentre que ell deia la resposta correcta (Springfield, el GI que l'interrogava aparentment creia que la capital era Chicago
Aquesta vigilància més estreta, amb tot, va dificultar més les coses pels infiltrats alemanys, i alguns van ser capturats. Fins i tot durant els interrogatoris van continuar amb la seva missió de desinformació: quan se'ls preguntà sobre la seva missió, alguns d'ells van dir que havien d'anar fins a París per segrestar o assassinar al General Eisenhower. La seguretat al voltant del general s'incrementà enormement, i es veié confinat al seu quarter general. Donat que els presoners havien estat capturats amb uniforme americà, van ser afusellats; aquesta era la pràctica comuna de tots els exèrcits en aquells moments, si bé era ambigu sota la Convenció de Ginebra, que especificava que els soldats havien de dur uniformes que els distingissin com a combatants. A més, Skorzeny sabia que sota el dret internacional una operació com aquella seria correcta sota els seus terminis sempre que portessin uniformes alemanys quan disparessin. Skorzeny i els seus homes eren prou conscients del seu més que possible destí, i molts portaven els seus uniformes alemanys a sota dels aliats per si els capturaven. Skorzeny evità ser capturat, sobrevisqué a la guerra i sembla que va estar involucrat en la ruta d'escapament pels nazis ODESSA.

### La massacre de Malmedy

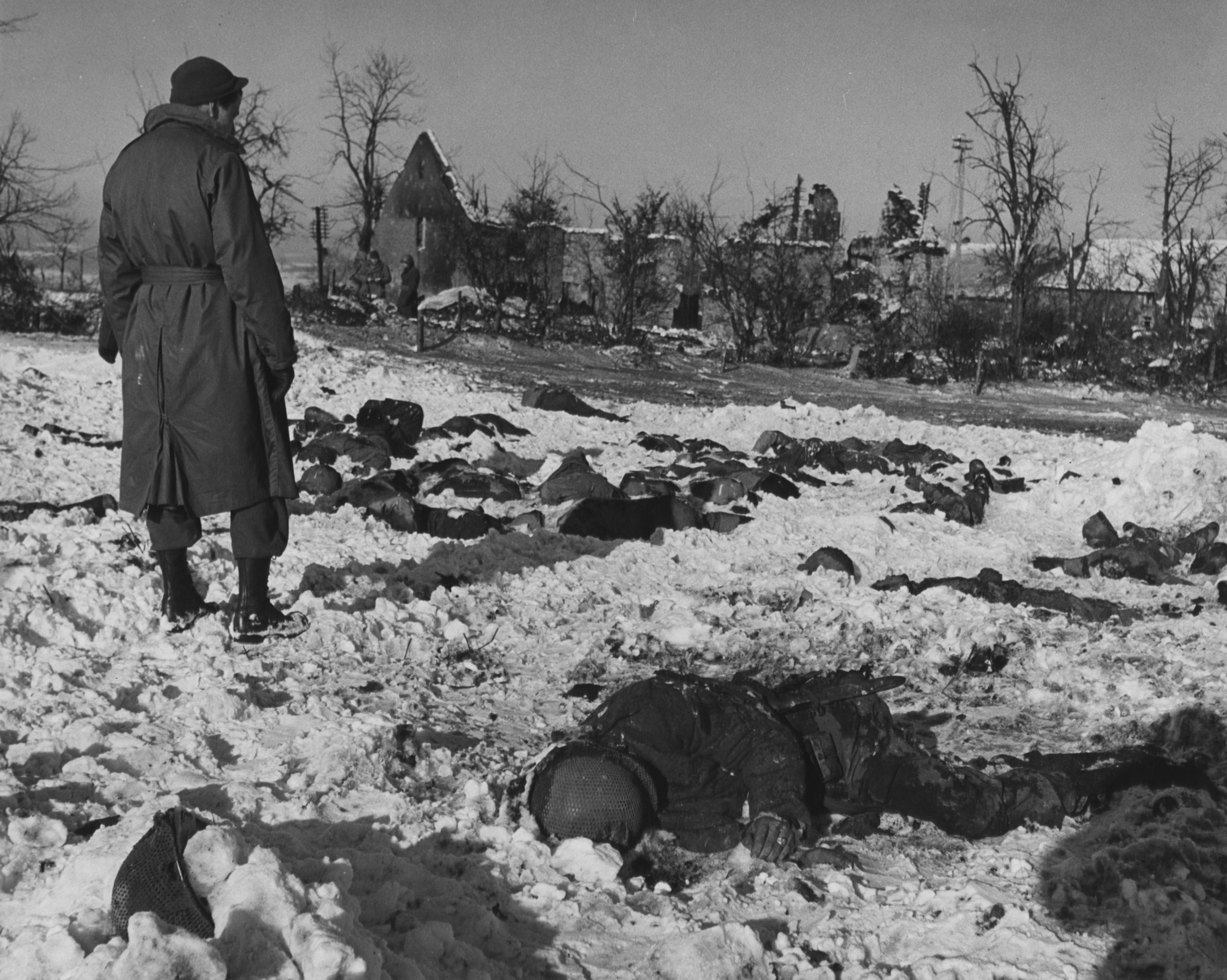
La massacre de Malmedy

Al nord, la principal punta de llança blindada del 6è Exèrcit Panzer-SS era el Kampfgruppe Peiper, consistent en 4.800 homes i 600 vehicles de la 1a Divisió Panzer SS, sota el comandament de l'Oberst de les Waffen-SS Joachim Peiper. Sobrepassant la punta d'Elsenborn, a les 7 del matí del 17 de desembre, van arribar a un dipòsit americà de combustible a Büllingen, on es van aturar per omplir els dipòsits abans de prosseguir cap a l'oest. A les 12:30, prop del poblet de Baugnez, a mig camí entre les ciutats de Malmedy i Ligneuville, on es trobaren amb membres del 285è Batalló d'Observació d'Artilleria de camp. Després d'un breu combat els americans es van rendir. Van ser desarmats i, juntament amb altres americans capturats anteriorment (aproximadament uns 150), van ser portats a un camp prop de l'encreuament de camins on van ser disparats. No se sap què va causar el foc i no hi ha evidència de què un oficial de les SS donés un ordre d'execució; execucions de presoners de guerra eren comuns al Front Oriental. La notícia de les morts es va estendre ràpidament entre els soldats aliats, i va ser comú no fer presoners membres de les SS o dels Fallschirmjäger. Els soldats capturats que havien estat membres del Kampfgruppe Peiper van ser jutjats al Judici per la Massacre de Malmedy, després de la guerra.
La lluita continuà i, al vespre, la punta de llança havia estat dirigida cap al nord per enfrontar-se amb la 99a Divisió d'Infanteria americana i, el Kampfgruppe Peiper arribà al front a Stavelot. Anava endarrerit respecte al programa, car li havia costat 36 hores avançar des d'Eifel fins a Stavelot (mentre que durant la batalla de França de 1940 ho havia fet en 9). A mesura que els americans es retiraven, anaven destruint els ponts i els dipòsits de combustible, negant als alemanys el combustible que necessitaven desesperadament i alentint encara més el seu progrés.

#### Wereth 11
Es va cometre una altra massacre, tot i que molt menor, a Wereth (Bèlgica), a pocs centenars de metres de Saint-Vith, el 17 de desembre de 1944. 11 soldats americans negres, després de rendir-se pacíficament, van ser torturats i assassinats per membres de la 1a Divisió Panzer, pertanyent al Kampfgruppe Hansen. La identitat dels assassins segueix sense saber-se, i no es va castigar els que ho havien perpetrat.

### Assalt delKampfgruppe Peiper
Peiper entrà a Stavelot el 18 de desembre, però es trobà que els americans realitzaven una resistència ferotge. Incapaç de derrotar-los, deixà uns petita força de suport a la ciutat i es dirigí cap al pont de Trois-Ponts amb el grup principal de les seves forces, però quan hi arribà, els enginyers americans en retirada ja l'havien destruït. Peiper retrocedí i es dirigí cap al poble de La Gleize i, des d'allà, cap a Stoumont. Allà, mentre que Peiper s'apropava, els enginyers americans destruïen el pont i les tropes americanes s'atrinxeraven i es preparaven per a una amarga batalla.
El Kampfgruppe Peiper es veié aïllat de la força principal alemanya (i dels subministraments) quan els americans van reconquerir el pobrament defensat Stavelot el 19 de desembre. Com que la situació a Stoumont era cada cop més desesperada, Peiper decidí retirar-se cap a La Gleize on havia situat defensors mentre que esperaven el relleu. Com que les tropes de relleu no aconseguiren penetrar per les línies americanes, Peiper decidí el 23 de desembre tornar cap on es trobaven els alemanys. Els membres del Kampfgruppe van veure's obligats a abandonar els seus vehicles i el seu equipament pesant, si bé la major part de la unitat va aconseguir escapar.

### St. Vith
Al centre, la ciutat de St. Vith, un nus de carreteres vital, representava el principal desafiament tant per les forces de von Manteuffel com per les Dietrich. Els defensors, liderats per la 7a Divisió Blindada americana, juntament amb un regiment de la 106a Divisió d'Infanteria i elements de la 9a Divisió Blindada i la 28a Divisió d'Infanteria, tot sota el comandament del General Bruce C. Clarke van resistir amb èxit els atacs alemanys, alentint de manera significativa l'avanç alemany. Complint ordres de Montgomery, St. Vith va ser abandonada el 21 de desembre; però les tropes americanes es van retirar a posicions atrinxerades a la zona, presentant un obstacle impossible de superar pels alemanys. El 23 de desembre, mentre que els alemanys superaven els flancs, la posició dels defensors va ser insostenible, i els americans es van retirar a l'oest del riu Salm. Mentre que el pla mestre preveia que St. Vith fos capturat a les 18 hores del 17 de desembre, l'acció prolongada presentà un gran obstacle al seu programa.

### Bastogne

Wacht am Rhein—l'ofensiva alemanya, 16–25 de desembre de 1944

El 19 de desembre, els comandants superiors aliats es va trobar a un búnquer a Verdun. Eissenhower, adonant-se que els aliats podrien destruir les forces alemanyes molt més fàcilment quan es trobessin a camp obert que si es trobaven a la defensiva, digué als generals, "La situació actual s'ha de considerar com una oportunitat per nosaltres i no pas com un desastre. Només vull veure cares alegres a aquesta taula". Patton, adonant-se del que deia Eisenhower, respongué: "Que carai, tinguem pebrots per deixar que aquests malparits facin tot el camí fins a París. Llavors, els esbudellem i els destruïm". Eisenhower preguntà a Patton quant temps trigaria a fer girar al seu 3r Exèrcit (que es trobava a la part centre sud de França) cap al nord per contraatacar. Digué que podia atacar amb dues divisions en 24 hores, davant de la incredulitat de tots els generals presents. Abans d'anar a la reunió, això no obstant, Patton havia ordenat al seu estat major que preparar 3 plans per fer girar almenys un cos cap al nord. Quan Eisenhower li preguntà quant de temps li costaria, el moviment ja estava en marxa. El 20 de desembre, Eisenhower retirà el 1r i el 9è Exèrcit americans del 12è Grup d'Exèrcits de Bradley i els posà a les ordres del 21è Grup d'Exèrcits britànic sota el comandament de Montgomery.
El 21 de desembre, les forces alemanyes havien aconseguit encerclar Bastogne, defensada per la 101a Divisió Aerotransportada i el Comandament de Combat B de la 10a Divisió Blindada. Les condicions dins del perímetre eren dures, car la major part dels subministraments mèdics i el personal mèdic havien estat capturats. El menjar era escàs i la munició era tan escassa que els artillers tenien prohibit disparar als alemanys que avancessin a menys de què n'haguessin molts. Malgrat els decidits atacs alemanys el perímetre resistí. El comandant alemany envià aquesta petició als comandant americà a Bastogne:
Al Comandant Americà de la ciutat encerclada de Bastogne.
La fortuna de la guerra varia. En aquest moment les forces americanes de Bastogne i les seves rodalies es troben encerclades per poderoses unitats blindades alemanyes. Més unitats blindades alemanyes han creuat el riu Our prop d'Ortheuville, han capturat Marche i han arribat a St. Hubert passat Hompre-Sibret-Tillet. Libramont és en mans alemanyes.
Només hi ha una possibilitat de salvar les tropes americanes encerclades de l'anihilació: la rendició honorable de la ciutat encerclada. Perquè pugui pensar-s'ho, se li atorga un termini de dues hores a partir de la presentació d'aquesta carta.
Si aquesta proposta és rebutjada un cos d'artilleria alemany i 6 batallons antiaeris estan preparats per anihilar les tropes americanes de Bastogne. L'orde de disparar es donarà quan venci el termini de dues hores.
Totes les baixes civils causades per aquest foc d'artilleria no es correspondran amb la coneguda humanitat americana.
El Comandant Alemany.
Quan el General Anthony McAuliffe, comandant en funcions de la 101, va rebre la proposta alemanya a la rendició, respongué "Aw, nuts!" (una traducció aproximada podria ser a fer punyetes!). Després de mirar-se al seu estat major, i tot i algun consell de diplomàcia, McAuliffe escrigué directament sobre el paper: Al general alemany: "NUTS!". Quan es lliurà als alemanys, s'afegí un "Aneu al Diable!".
En lloc de llençar un atac simultani per tot el perímetre, les forces alemanyes van concertar els seus atacs en diverses localitzacions concretes, atacant en seqüència. Tot i que això obligà als defensors a moure constantment els reforços per foragitar cada atac, això també va dissipar l'avantatge numèric alemany.

### El Riu Mosa
Per evitar que els alemanys travessessin el riu Mosa a Givet, Dinant i Namur, el 19 de desembre Montgomery ordenà defendre els ponts a totes aquelles unitats que ho poguessin fer. Això va fer que es reunís una força heterogènia formada per tropes de rereguarda, policia militar i personal de terra de la Força Aèria. La 29a Brigada Blindada britànica, que s'havia retirat per reequipar-se, va haver de tornar i dirigir-se cap a la zona. El XXX Cos als Països Baixos també comença a desplaçar-se cap a la zona.
La 2a Divisió Panzer, pertanyent al 5è Exèrcit Panzer, va ser qui va efectuar la penetració més profunda a l'oest, arribant a menys de 16 km del Mosa el 24 de desembre.

## La contraofensiva aliada

Els alemanys van estar a punt d'aconseguir els seus objectius

El 23 de desembre les condicions climatològiques van començar a millorar, permetent atacar a les forces aèries aliades. Van llançar atacs devastadors sobre els punts de subministrament alemany a rereguarda, i els P-47 Thunderbolts van començar a atacar a les tropes alemanyes a les carreteres. Les forces aèries aliades també van ajudar els defensors de Bastogne, llençant-los amb paracaigudes els necessaris subministraments (medicaments, aliments, mantes i munició. Un grup de cirurgians voluntaris arribà i començà a operar a un taller.
El 24 de desembre l'avanç alemany ja havia quedat aturat davant del Mosa. Unitats del XXX Cos britànic mantenien els ponts a Dinant, Givet i Namur. Els germans havien superat les seves línies de subministrament, i l'escassetat de combustible i munició arribava a nivells crítics. Amb tot, les pèrdues alemanyes havien estat lleus, notablement entre els blindats, que gairebé estaven intactes, exceptuant les pèrdues de Peiper. A l'albada del 24 de desembre, el General Hasso von Manteuffel recomanà a l'ajudant militar de Hitler aturar les operacions ofensives i retirar-se a recer de la Muralla Occidental. Hitler es negà.
El Tercer Exèrcit de Patton estava batallant per rellevar Bastogne. A les 16:50 del 26 de desembre, la vanguardia del 37è Batalló de Tancs de la 4a Divisió Blindada arribà a Bastogne, acabant el setge.

## Retirada alemanya
L'1 de gener, en un intent de mantenir en marxa l'ofensiva, els alemanys van llançar dues noves operacions. A les 09:15, la Luftwaffe llança l'Operació Bodenplatte, una campanya contra els aeroports aliats als Països Baixos. Centenars d'avions van bombardejar els camps d'aviació aliats, destruint o danyant uns 465 avions; amb unes pèrdues de 277 avions: 62 abatuts pels caces aliats i 172 per un inesperat alt nombre de canons antiaeris aliats, emplaçats per protegir-se dels atacs de les V-1, però també pel foc amic dels canons antiaeris que no van ser informats del gran atac que estaven preparant. Mentre que els aliats es van recuperar en només uns dies de les seves pèrdues, l'operació va deixar a la Luftwaffe molt afeblida i inefectiva.
El mateix dia, el Grup d'Exèrcits G alemany llançà una gran ofensiva contra una línia de 110 km, defensada pel 7è Exèrcit americà. L'Operació Vent del Nord, la darrera gran ofensiva alemanya al Front Occidental (el 7è Exèrcit havia quedat afeblit després d'enviar, seguint les ordres d'Eisenhower, tropes, equipament i subministraments cap al nord per reforçar el front de les Ardenes). El 15 de gener, el 6è Cos del 7è Exèrcit lluitava per la seva vida en 3 fronts a l'Alsàcia. Amb cada vegada més baixes i curt de reserves, tancs, munició i subministraments, el 7è Exèrcit es veié obligat a retirar-se cap a posicions defensives a la riba sud del riu Moder el 21 de gener. L'ofensiva alemanya finalitzà el 25 de gener. Durant l'amarga i desesperada lluita, el 6è Cos havia suportat la pitjor part, patint un total de 14.716 baixes. No se saben amb certesa les baixes totals del 7è Exèrcit, però com a mínim hi ha 9.000 ferits i 17.000 malalts.

## Els aliats prevalen
Tot i que l'ofensiva alemanya s'havia aturat, encara controlaven una perillosa protuberància a la línia aliada. El 3r Exèrcit de Patton al sud, situat als voltants de Bastogne, atacaria cap al nord, mentre que les forces de Montgomery al nord es dirigirien cap al sud, i el pla és que ambdós es trobessin a Houffalize.
Les temperatures durant el gener de 1945 van ser molt baixes. Els camions havien de funcionar cada mitja hora per evitar que l'oli es congelés, i les armes també corrien aquest perill. L'ofensiva s'anava retardant.

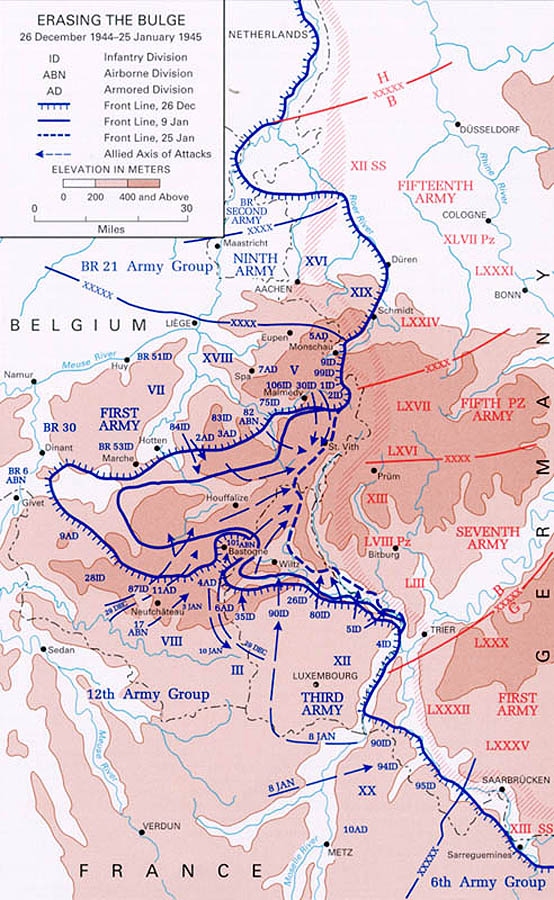
Esborrant la Protuberància: el contraatac aliat, 26 de desembre – 25 de gener

Eisenhower volia que Montgomery iniciés l'ofensiva l'1 de gener, amb la intenció de trobar-se amb el 3r Exèrcit de Patton i tallar per la meitat als atacants alemanys, tancant-los en una bossa. Tanmateix, refusant arriscar infanteria sense preparació enmig d'una tempesta de neu per a una zona sense importància estratègica, Montgomery no inicià l'ofensiva fins al dia 3, motiu pel qual un nombre substancial d'alemanys aconseguí abandonar el setge, si bé van haver d'abandonar l'equipament pesant.
A l'inici de l'ofensiva, els dos exèrcits estaven separats per uns 40 km. L'avanç americà pel sud va ser restringit a 1 quilòmetre al dia. La major part de les forces alemanyes van executar una retirada amb èxit i van escapar de la zona, si bé la situació del combustible havia esdevingut tan desesperada que la major part dels blindats va haver de ser abandonada. El 7 de gener de 1945, Hitler aprovà retirar forces de les Ardenes, incloent les divisions Panzer-SS, finalitzant així totes les operacions ofensives.

## Controvèrsia a l'Alt Comandament Aliat
El mateix dia en què Hitler donava l'orde de retirada, 7 de gener, Montgomery realitzà una conferència de premsa a Zonhoven, en la que afirmava que la victòria s'havia aconseguit pel "coratge i gran qualitat combativa de les tropes americanes", caracteritzant el tipus americà com un "valent lluitador que té la tenacitat a la batalla que el converteix en un gran soldat". Continuava parlant sobre el necessari treball d'equip Aliat, i lloava a Eisenhower afirmant que "el treball en equip guanya batalles i les victòries a les batalles guanyen guerres. Al nostre equip, el capità és el General Ike".
La conferència causa certa controvèrsia quan els seus comentaris van ser interpretats com a auto-promoció, particularment la seva afirmació que quan la situació "començava a deteriorar-se", Eisenhower el destinà al nord. Patton i Eisenhower van sentir que això era representatiu de com havien compartit el combat els britànics i els americans a les Ardenes. Se sabia la comú antipatia entre Montgomery i Patton, i el fet que Montgomery no cités a cap general americà llevat d'Eisenhower va ser considerat insultant. Centrant-se només en el seu propi comandament, Montgomery continuà dient que pensava que la contraofensiva havia anat molt bé, però no explicà el motiu pel seu retard al 3 de gener. Posteriorment s'excusà dient que necessitava més temps per preparar el front nord. Segons Winston Churchill, l'atac des del sud de Patton era molt dur però lent i amb grans pèrdues, i Montgomery volia evitar això.
Montgomery subseqüentment reconegué el seu error i escrigué posteriorment: "Ara penso que mai hauria d'haver concedit aquella conferència de premsa. Eren tan grans els sentiments en contra meu dels generals americans que fos el que fos el que digués seria malinterpretat. Hagués estat millor que no hagués dit res" Eisenhower comentava a les seves memòries: "Dubto si Montgomery se n'adonà mai de fins a quin punt estaven ressentits els comandants americans. Creien que els havia enxiquit, i no van trigar a donar la seva versió"
Bradley i Patton amenaçaren de dimitir a menys de què es modifiqués el destí de Montgomery. A part, Bradley comença a envoltar-se de premsa, i aviat s'adonaren que gairebé mai abandonava el quarter general sense almenys 15 periodistes al darrere; i se suposà que tant ell com Patton començaren a deixar anar informació en detriment de Montgomery. Eisenhower, aconsellat pel seu adjunt britànic Arthur Tedder, havia decidit acomiadar a Montgomery això no obstant, la intervenció del Cap d'Estat Major tant de Montgomery com de Eisenhower, el major general Freddie de Guingand i del tinent general Walter Bedell Smith permeteren a Eisenhower reconsiderar la situació i disculpar-se a Montgomery.

## Situació estratègica després de les Ardenes
Tot i que l'avanç alemany havia estat aturat, la situació en general seguia sent perillosa. El 6 de gener, Churchill demanà ajut un cop més a Stalin; i el 12 de gener l'Exèrcit Roig llançà l'Ofensiva del Vístula-Oder a Polònia i a la Prússia Oriental. Les fonts soviètiques afirmen que això s'havia realitzat fora de programa, però gran part de les fonts occidentals ho dubten, afirmant que l'ofensiva soviètica s'havia retardat per la situació a l'oest, amb Stalin esperant que ambdós bàndols s'esgotessin mútuament.
La Batalla de les Ardenes oficialment finalitzà quan els dos exèrcits americans es trobaren el 15 de gener de 1945.

## Després de la batalla

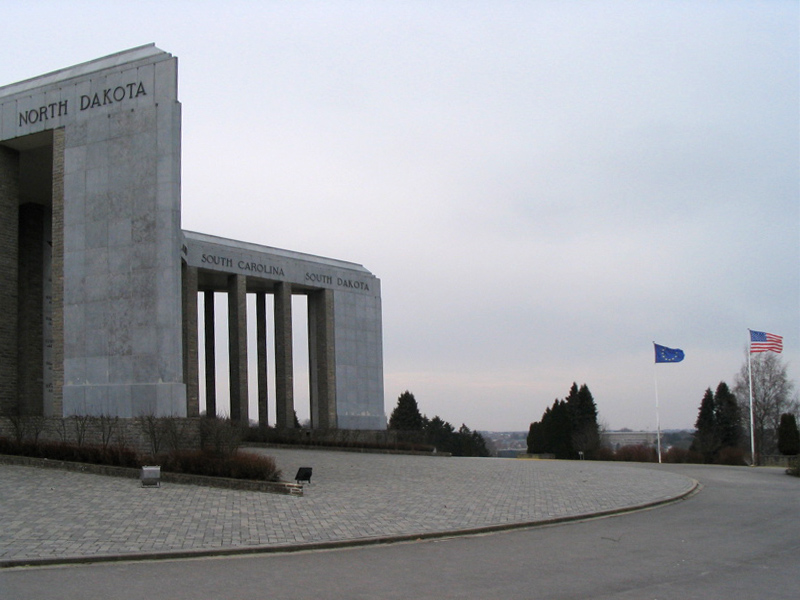
Memorial de la Batalla de les Ardenes a Bastogne (Bèlgica)

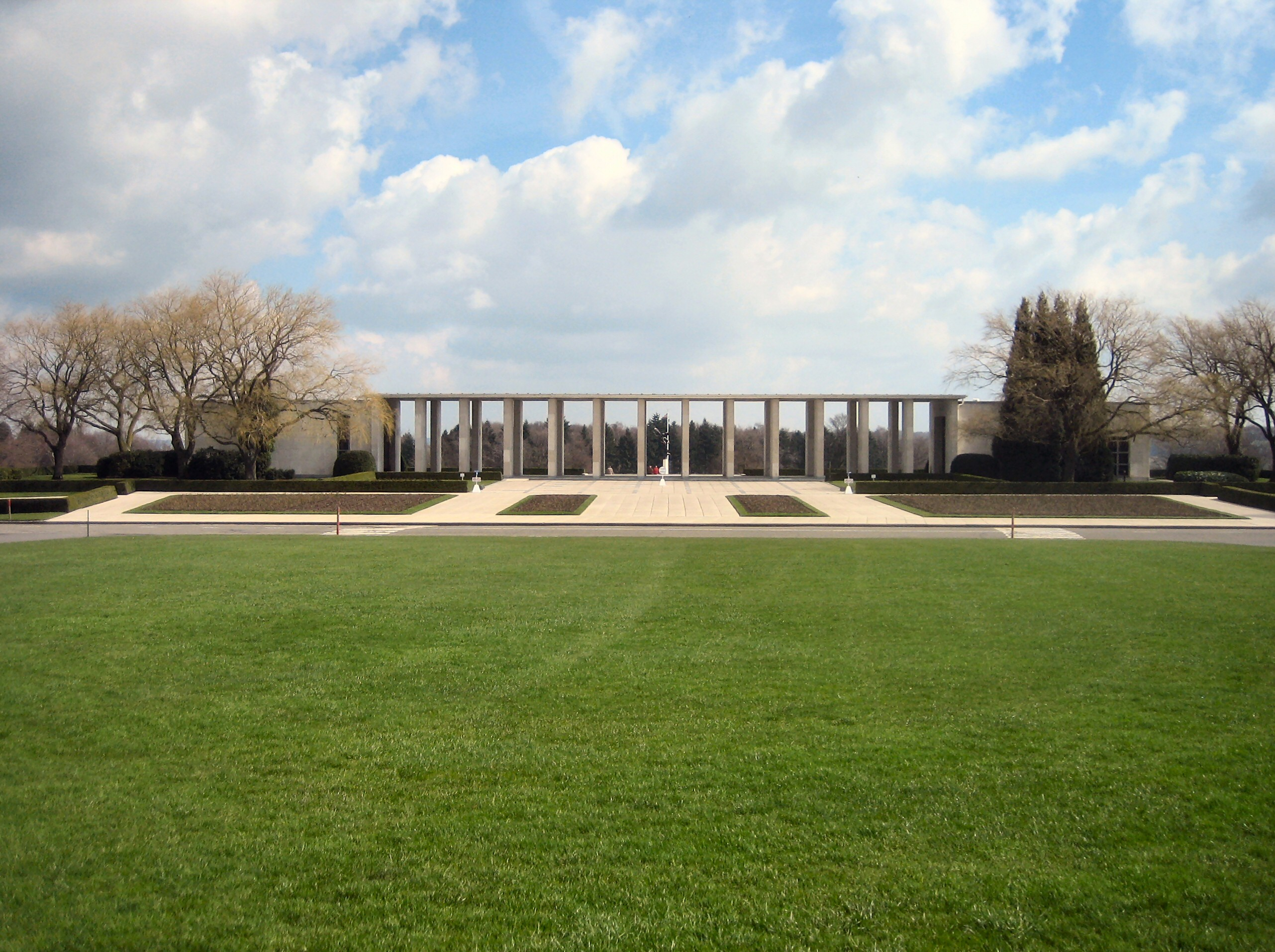
Mausoleu del Cementiri americà d'Henri-Chapelle

Les estimacions de baixes varien molt. Segons el Departament de Defensa dels Estats Units, les forces nord-americanes van patir 89.500 baixes, incloent 19.000 morts, 47.500 ferits i 23.000 desapareguts. Un informe oficial del Departament de l'Exèrcit dels Estats Units enumera 105.102 víctimes, incloent 19.246 morts, 62.489 ferits i 26.612 capturats o desapareguts, tot i que incorpora les pèrdues patides durant l'ofensiva alemanya a Alsàcia, Operació "Nordwind". La Batalla de les Ardennes va ser la batalla més sagnant per a les forces nord-americanes a la Segona Guerra Mundial. Les víctimes britàniques van sumar 1.400 amb 200 morts. L'Alt Comandament alemany va estimar que van perdre entre 81.834 i 98.024 homes entre el 16 de desembre de 1944 i el 28 de gener de 1945; la xifra acceptada era de 81.834, dels quals 12.652 van morir, 38.600 van resultar ferits i 30.582 desapareguts. Les estimacions dels aliats sobre les baixes alemanyes oscil·len entre 81.000 i 103.000.
A inicis de febrer de 1945, les línies del front eren aproximadament on estaven al desembre de 1944. A inicis de febrer, els aliats van llançar un atac a tot el Front Occidental: al nord, sota el comandament de Montgomery cap a Aachen; al centre, sota Courtney Hodges; i al sud, sota Patton.
Les pèrdues alemanyes a la batalla van ser molt crítiques en diversos aspectes: s'havien esfumat les darreres reserves alemanyes; la Luftwaffe havia quedat trencada, i l'exèrcit alemany a l'oest es batia en retirada. El més important, el Front Oriental estava preparat per ser pres: a l'est, els alemanys serien incapaços d'aturar el cop soviètic. Les tropes alemanyes es retiraven en ambdós fronts i mai més es recuperarien.
A Henri-Chapelle es va crear un cementiri provisional per a una part dels morts d'aquesta batalla que després del transferiment dels cossos als Estats Units va transformar-se en un monument, el Cementiri americà d'Henri-Chapelle.